# A Date with the Everly Brothers
Albums de The Everly Brothers
It's Everly Time
(1960) Both Sides of an Evening
(1961)
A Date with the Everly Brothers est un album de The Everly Brothers, sorti en 1960.

## L'album
Il atteint la 9e place du Billboard Pop Albums et la 3e au Royaume-Uni et fait partie des 1001 albums qu'il faut avoir écoutés dans sa vie.

### Titres

#### Face A
1. Made to Love (Phil Everly) (2:05)
2. That's Just Too Much (Don Everly, Phil Everly) (2:40)
3. Stick With Me Baby (Mel Tillis) (1:57)
4. Baby What You Want Me to Do (Jimmy Reed) (2:20)
5. Sigh, Cry, Almost Die (D. Everly, P. Everly) (2:18)
6. Always It's You (Felice Bryant, Boudleaux Bryant) (2:30)

#### Face B
1. Love Hurts (Boudleaux Bryant) (2:23)
2. Lucille (Albert Collins, Little Richard) (2:32)
3. So How Come (No One Loves Me) (F.	Bryant, B. Bryant) (2:18)
4. Donna, Donna (Bryant, Bryant) (2:15)
5. A Change of Heart (Bryant, Bryant) (2:07)
6. Cathy's Clown (D.	Everly, P. Everly) (2:25)

### Musiciens
- Don Everly : guitare, voix
- Phil Everly : guitare, voix